# 조지 놀피
조지 놀피(George Nolfi, 1968년 6월 10일 ~ )는 미국의 영화 제작자이다. 맷 데이먼과 에밀리 블런트 주연의 2011년 과학공상 액션, 로맨스 스릴러 컨트롤러 (영화)로 데뷔했다.
놀피의 작품은 여러 장르를 혼합하고 진지한 것에서 코미디스러운 분위기를 다양하게 적용한다.

## 참여 작품
- 타임라인 (2003년 영화) - 각본
- 오션스 트웰브 - 각본
- 센티넬 (2006년 영화) - 각본, 프로듀서
- 본 얼티메이텀 (영화) - 각본
- 컨트롤러 (영화) - 감독, 각본, 프로듀서
- 고스트 워 - 각본
- 뱅커 (영화) - 감독, 프로듀서